# Saltstack
Saltstack (kurz: Salt) ist eine Open-Source-Software zur Automatisierung der Konfiguration von Serversystemen.
Mit Salt lassen sich beispielsweise Software-Pakete installieren und konfigurieren sowie beliebige Konfigurationsbefehle von einem zentralen Rechner aus auf einer Vielzahl verwalteter Server ausführen.
Saltstack steht unter der Apache-Lizenz und funktioniert prinzipiell plattformübergreifend, unterstützt werden jedoch insbesondere unixoide Betriebssysteme wie Unix, Linux und FreeBSD.
Eingeschränkt lassen sich damit auch Rechner mit Windows-Betriebssystem konfigurieren.
Im September 2020 übernahm VMware das Unternehmen.

## Funktionsprinzip

### Überblick
Salt arbeitet nach dem Client-Server-Modell: Auf dem Server läuft ein zentraler Master-Prozess, der die dort zentral gespeicherte Konfiguration auf die Client-Rechner (im Salt-Jargon: die Minions) verteilt.
Die Kommunikation findet über das ZeroMQ-Protokoll statt, abgesichert über Public-Key-Verschlüsselung mit AES.
Über SLS-Dateien (SaLt State), die im YAML-Format verfasst werden, legt ein Systemadministrator die Konfiguration der verwalteten Rechner fest. Clients und Gruppen von Client-Rechnern lassen sich bei Salt über sogenannte Grains identifizieren, die beliebige Eigenschaften enthalten können. Eine weitere Abstraktion, die vor allem dazu dient, sensible Informationen zu speichern, sind die Pillars, die auf dem Master-Rechner gespeichert sind.

## Auszeichnungen und Preise
Die Firma Black Duck verlieh Salt im Jahr 2012 den Titel „Black Duck Open Source Rookie of the Year“. In zwei aufeinander folgenden Jahren war SaltStack bei GitHub eines der zehn aktivsten Projekte. SaltStack war unter den Gewinnern des InfoWorld Technology of the Year Award 2014 und wurde von TechCrunch neben Docker als eines der beiden interessantesten Projekte auf der OSCON 2013 ausgezeichnet.